# Abgar VII
Abgar VII ou Abgaro VII (em latim: Abgarus) foi rei de Osroena de 109 a 116. Seu objetivo principal era permanecer independente das principais potências da região, o Império Romano e o Império Arsácida. Para este fim, apoiou a campanha militar do imperador Trajano (r. 98–117) na Mesopotâmia contra o xainxá Osroes I (r. 109–116) em 114-116, encerrando uma era de neutralidade edessana em relação ao Império Romano. No entanto, em 116, Abgar também apoiou uma revolta parta contra Trajano. O general romano Lúcio Quieto respondeu prontamente capturando e saqueando Edessa. Abgar VII morreu nesta época.
As fontes não concordam sobre o que aconteceu após a morte de Abgar VII. Warwick Ball relata que Adriano (r. 117–138) nomeou Partamaspates como rei fantoche dos territórios capturados, incluindo Osroena, em 117. Ele também relata que os romanos restabeleceram a dinastia abgárida em 123 com a ascensão de Manu VII. Drijvers & Healey (1999), por outro lado, relatam que houve um período de dois anos após a morte de Abgar VII em que Edessa não teve rei antes que a dinastia abgárida fosse reinstaurada por Adriano em 118 como um reino cliente de Roma.